# Fibel (Schließe)

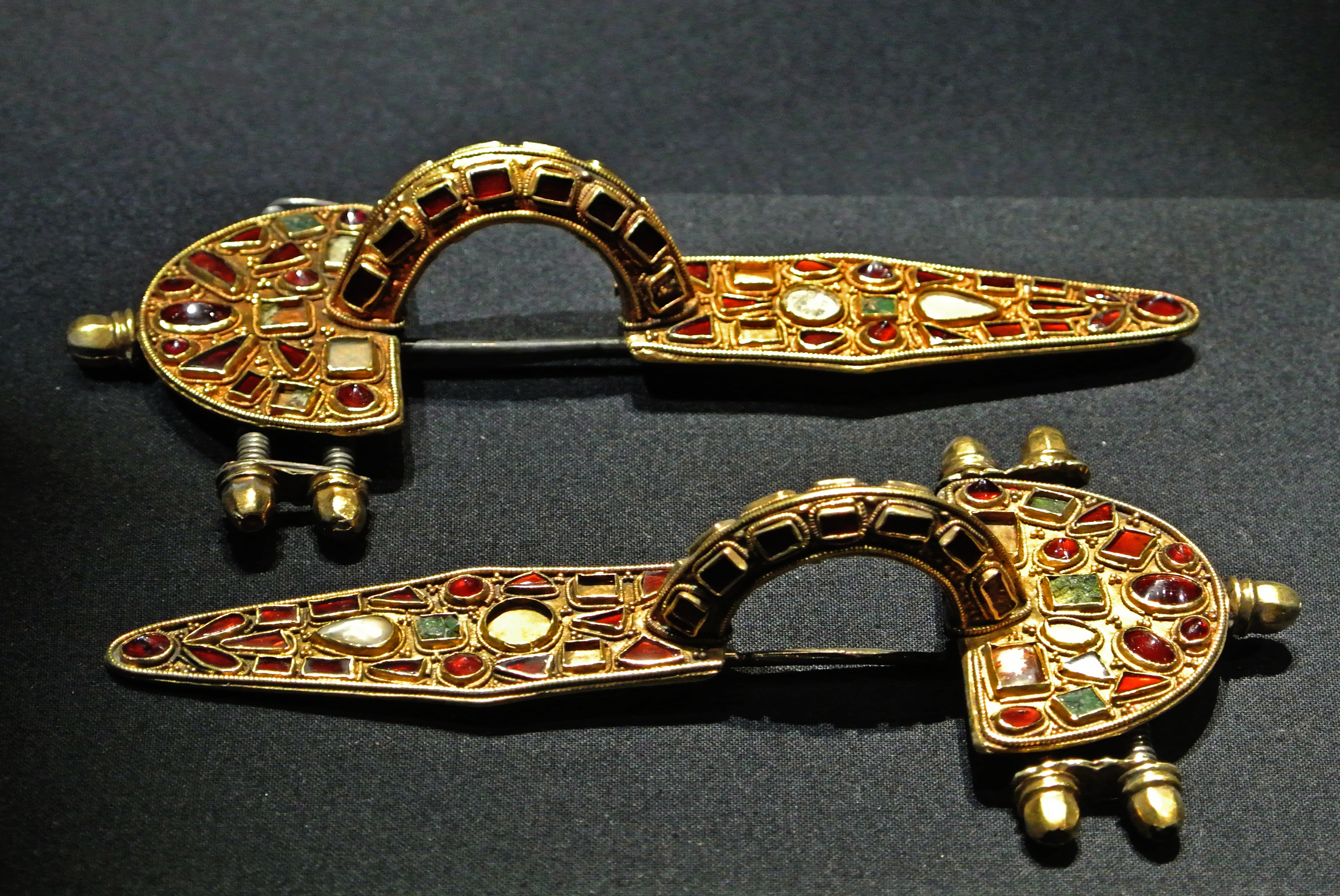
Germanische Prunkfibel aus Untersiebenbrunn, frühes 5. Jahrhundert

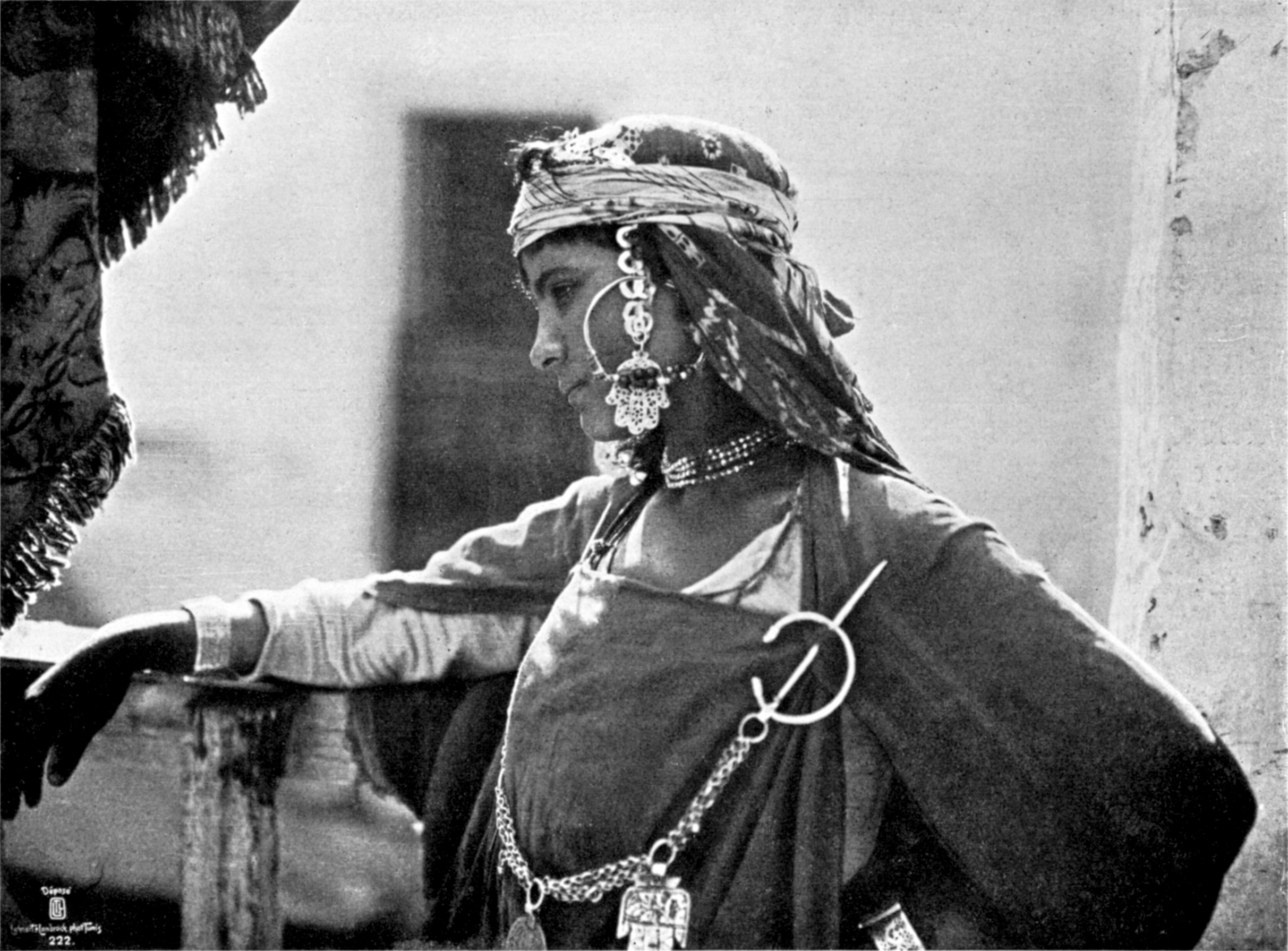
Fibel als Schmuckstück mit praktischer Funktion (Nordafrika, 1908)

Eine Fibel (lateinisch fibula ‚Klammer‘, ‚Bolzen‘, ‚Spange‘, ‚Schnalle‘, ‚Heftnadel‘, Schließe‘) ist eine metallene, dem Prinzip der Sicherheitsnadel entsprechende Gewandnadel. Fibeln wurden in Europa bis in das Hochmittelalter verwendet; ihre ältesten Formen stammen aus der Bronzezeit.

## Geschichte

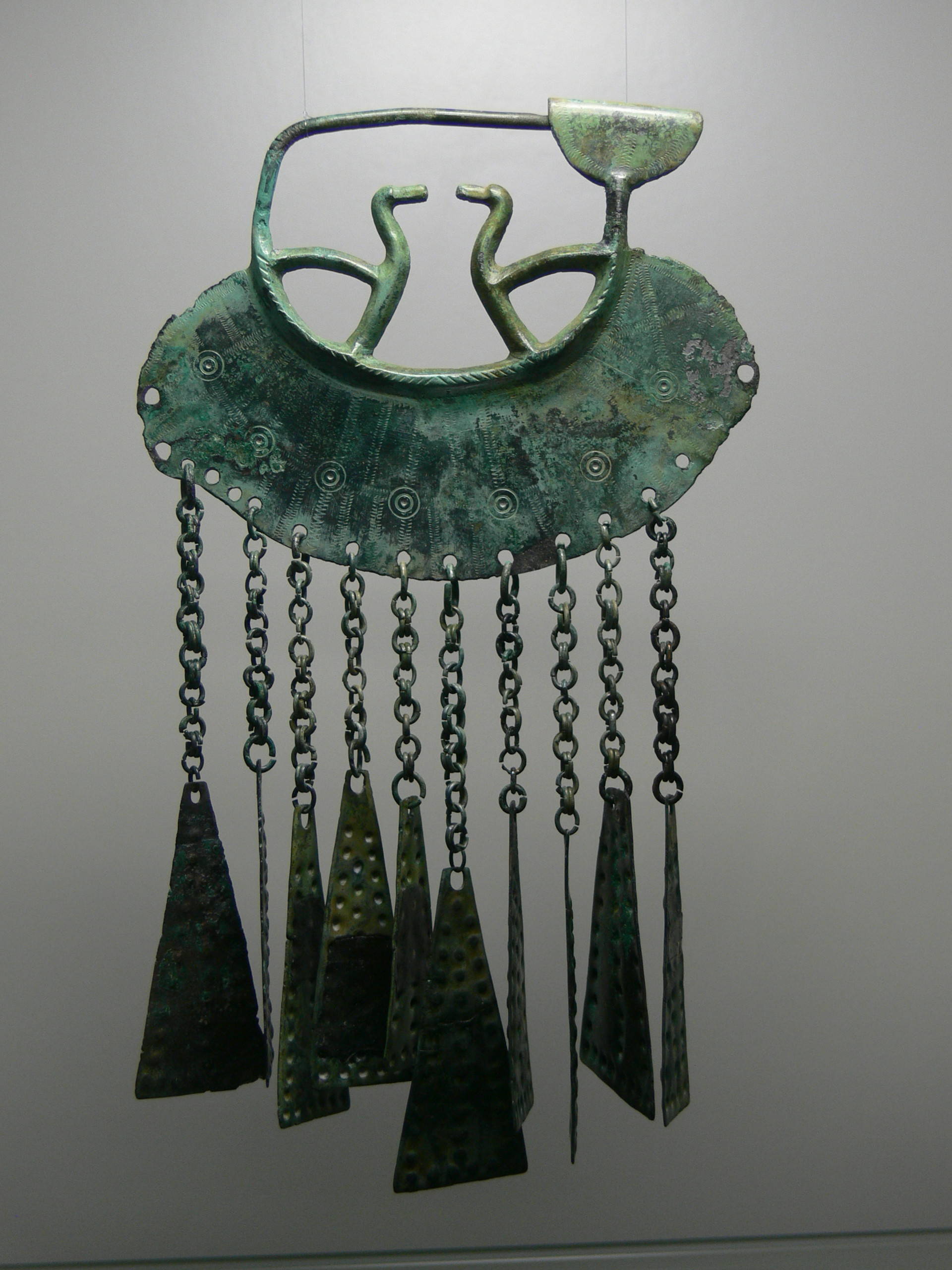
Hallstatt-Gehängefibel

Fibeln wurden sowohl in den schriftlosen prähistorischen Kulturen als auch bei den Griechen, Römern und Byzantinern benutzt. Die ältesten zweiteiligen Fibeln (zum Beispiel Urfibeln) sind seit der älteren Bronzezeit bekannt. Die einteilige Konstruktion kam im 14. bzw. 13. Jahrhundert vor Christus im Bereich südlich der Alpen auf. Fibeln blieben bis ins 14. Jahrhundert nach Christus in Gebrauch, als sie zuerst von der Haftel, dann von Knopf und Knopfloch abgelöst wurden. Als Schmuckstück erhält sie sich jedoch in der Brosche. In der Tradition des Berberschmucks in Marokko, Algerien und Tunesien wurden silberne Fibeln in verschiedenen Formen vor allem zu besonderen Anlässen von Berberfrauen bis in das 20. Jahrhundert getragen.

## Funktion

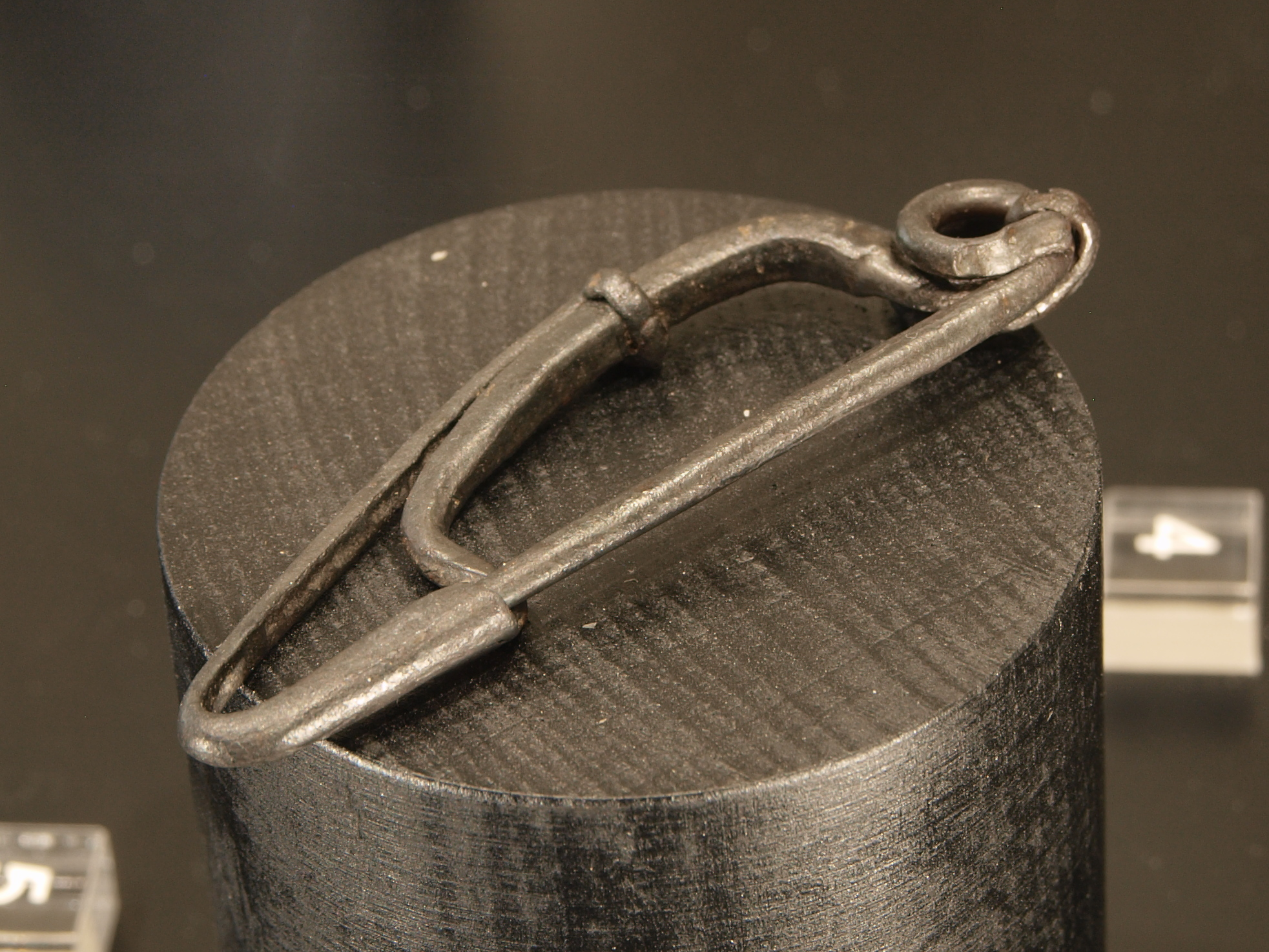
Silberne Fibel der vorrömischen Eisenzeit aus Hamburg-Fuhlsbüttel, 4.–1. Jahrhundert v. Chr.

Fibeln wurden benutzt, um Kleider, Umhänge und Mäntel zusammenzuhalten, also als Gewandschließen. Sie lösten die Gewand-Nadel ab. Neben ihrer praktischen Funktion dienten sie auch als Schmuck und konnten mit Anhängern (Pendilien) versehen werden. Sie waren oft zugleich Symbolträger (z. B. Rangabzeichen) oder sollten als Glücksbringer mit einer besonderen Ornamentik Unheil abwehren. Sie bestehen aus einer Nadel und einem Bügel oder einer Decke. Die ältesten Fibeln bestehen aus zwei Teilen, bei den jüngeren Exemplaren sind Nadel und Bügel durch eine federnde Spirale oder durch ein Scharnier verbunden. Man kann sie am ehesten mit einer heutigen Brosche oder Sicherheitsnadel vergleichen. Der Vorteil der Fibel gegenüber der zuvor verwendeten Nadel bestand darin, dass die schließbare Fibel nicht so leicht aus der Kleidung rutschte und – je nach Gestaltung – ein Überstand über die Nadelspitze die Wahrscheinlichkeit von Verletzungen minderte. Fibeln wurden schon in antiker Zeit teilweise durch Schnallen abgelöst. Mit dem Aufkommen des Knopfes kamen sie ganz aus der Mode.

## Aufbau

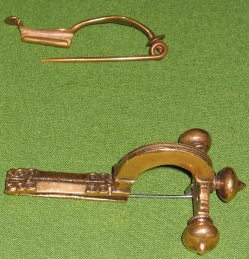
Latènezeitliche Certosa-Fibel (oben), römische Zwiebelknopffibel (unten); beide Rekonstruktionen

Man kann grundsätzlich nach der Art des Verschlussmechanismus zwischen Scharnier- und Spiralfibeln unterscheiden. Zu jeder Fibel gehört auch ein Nadelhalter. Dieser befindet sich am Fuß der Fibel. Der große, sichtbare und oftmals reich verzierte Teil einer Fibel wird als Bügel bezeichnet. Die Spiralkonstruktion ist nicht nur bei römischen Fibeln anzutreffen, sondern man kann sie auch bei vielen vorrömischen und mittelalterlichen Fibeltypen antreffen. Die Scharnierfibeln sind hingegen fast ausschließlich römisch.

## Herstellung

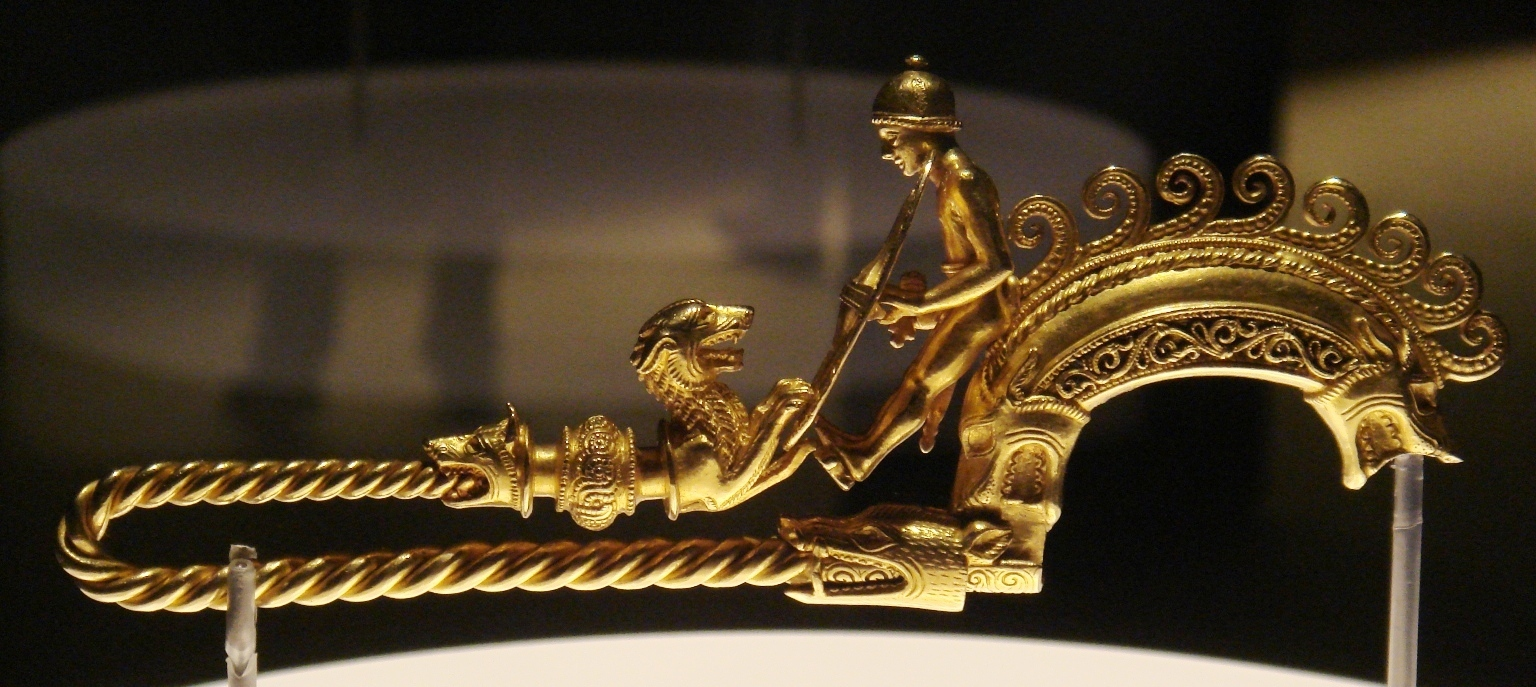
Fibel von Braganza

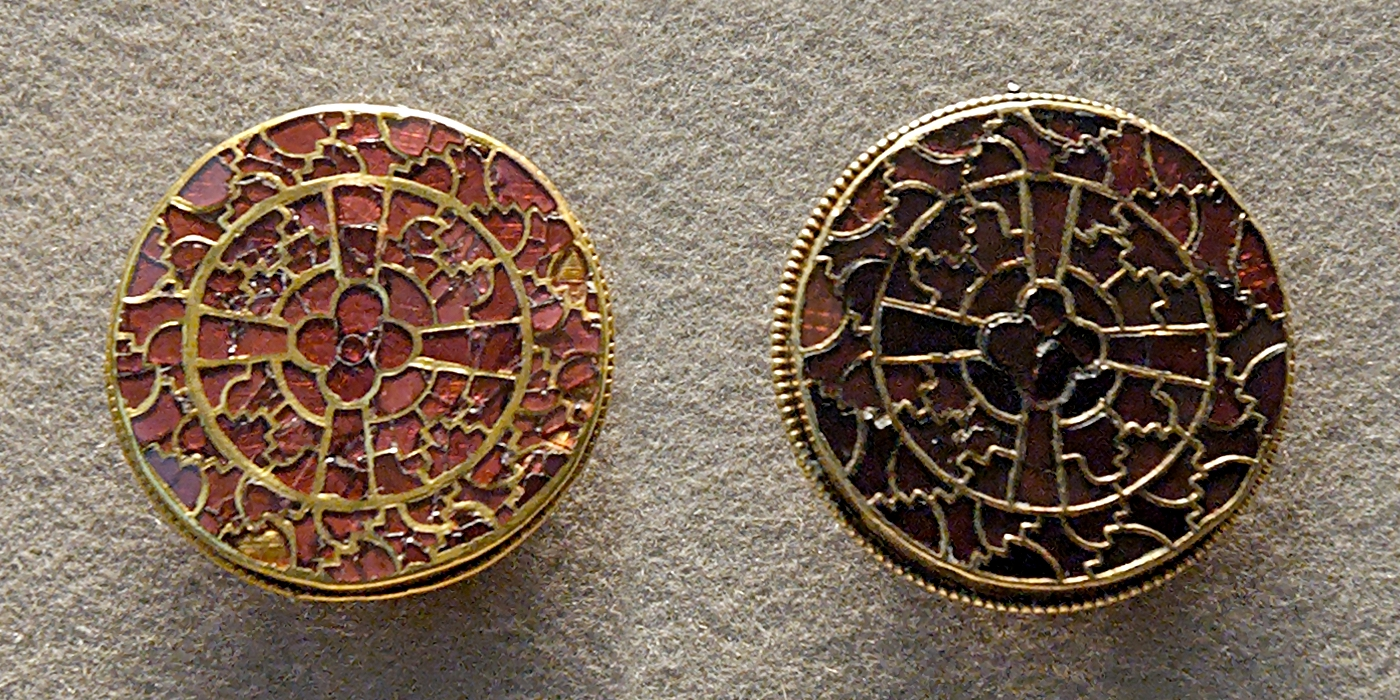
Scheibenfibelpaar aus dem Arnegundegrab

Die meisten Fibeln wurden aus Bronze hergestellt. Es gibt aber auch Funde aus Eisen, Gold oder Silber. Die Oberflächen von Bronzefibeln können auch noch einen Überzug aus anderen Metallen aufweisen, meist aus Weißmetall (d. h. Zinn), sehr selten aus Silber oder Gold.
Fibeln wurden zuerst gegossen. Dazu wurde das Wachsausschmelzverfahren mit verlorener Form benutzt. Das heißt, dass die Lehmgussformen nach einmaliger Benützung zerstört wurden, also verloren gingen. Nach dem Guss wurden die Fibeln durch Schmieden oder Kaltverformen (beispielsweise Hämmern) nachbearbeitet. Die meisten Fibeln wurden aus einem Gussstück gefertigt. Es gibt aber auch Fibeltypen, die aus mehreren Teilen bestehen und zusammengelötet wurden.
Die rohen Fibeln wurden auf vielfältige Art und Weise verziert. So kann der Fibelkörper durch Punktierungen, Stempelverzierungen, Gravuren, Kerbungen oder Facettierungen verziert werden. Außerdem gab es auch noch die Möglichkeit der Einlagen und Auflagen auf den Fibelkörper. Diese konnten aus Blech, Glas, Buntmetall, Perlen etc. bestehen.
Moderne Nachproduktionen für Reenactment oder LARP werden teils von Kunstschmieden nach historischem Vorbild, teils maschinell in vereinfachter Form hergestellt. 

## Archäologische Bedeutung
Vor allem der Bügel wurde regional und zeitlich sehr unterschiedlich ausgestaltet und diente auch als Schmuck. Dadurch sind viele Fibelformen für Archäologen als „Leitfossil“ ein wichtiger Anhaltspunkt bei der Datierung von Funden und Befunden. Die große Menge von Fundstücken mit zeitlich und regional typischen Dekorationselementen ermöglichte die Aufstellung einer kompletten Typologie zeitlich aufeinander folgender Fibelformen.

## Terminologie und Typologie (Beispiele)

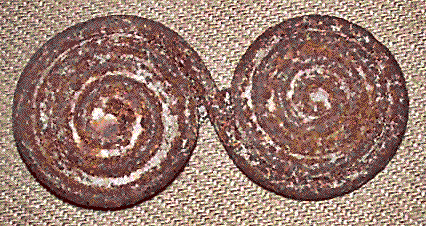
Brillenfibel aus Eisen, thrakisch-kimmerisch, 9./8. Jahrhundert v. Chr.

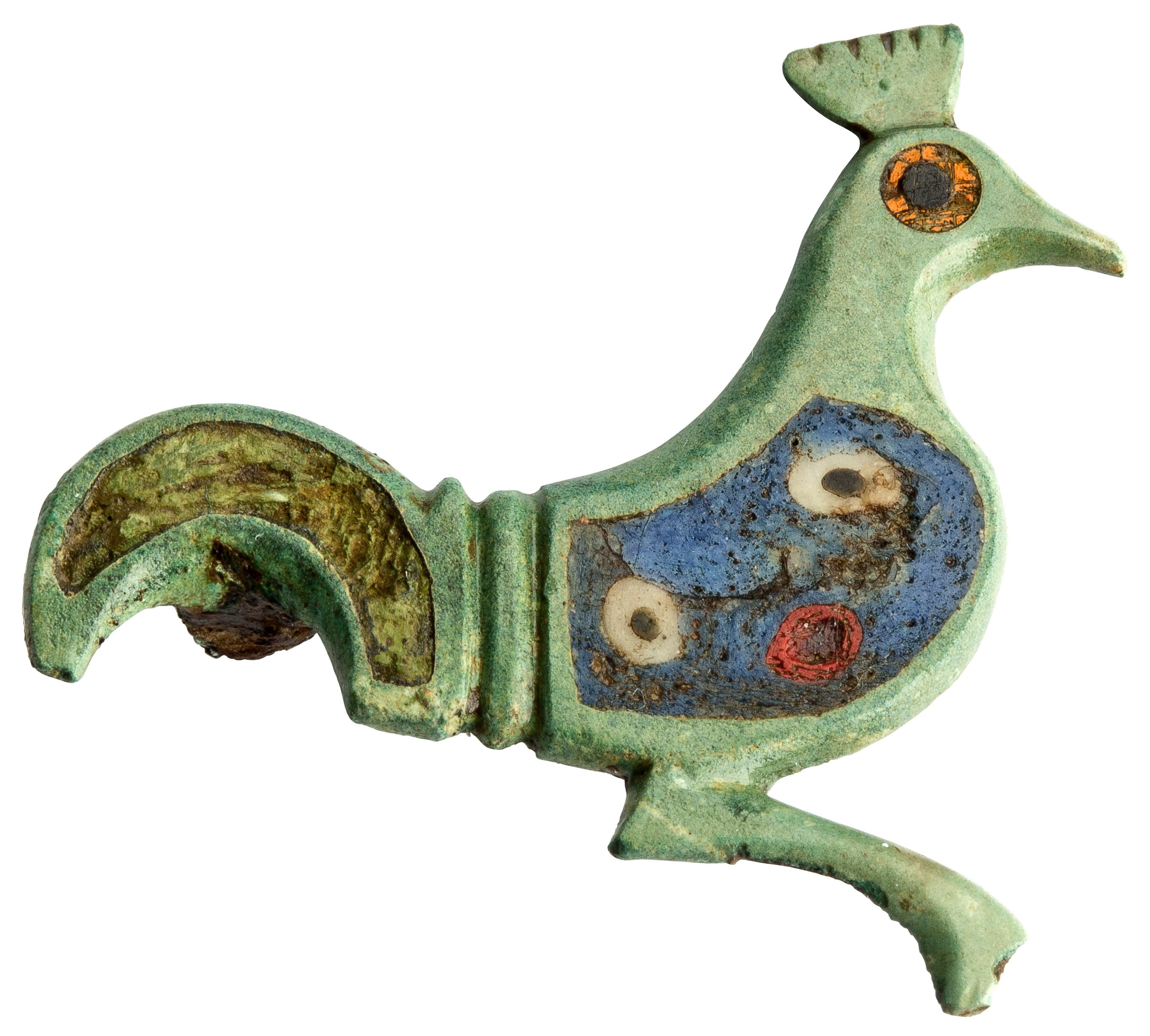
Römische Tierfibel (Hahn), emaillierte Bronze, 100–200, ca. 3,3 cm, Gallo-Römisches Museum Tongern

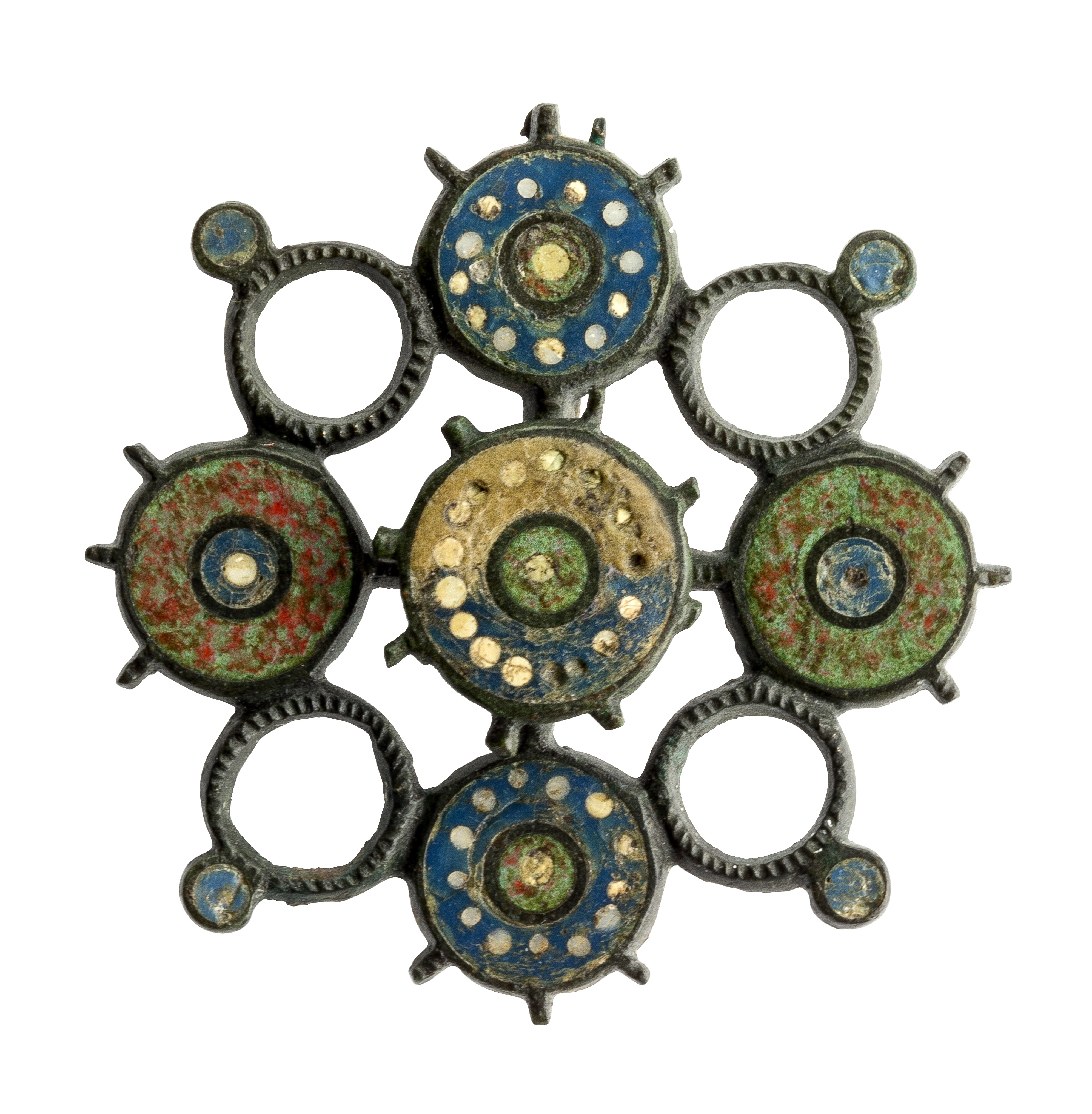
Scheibenfibel, Bronze, emailliert, 180–220, gefunden in Tongeren, Gallo-Römisches Museum Tongern

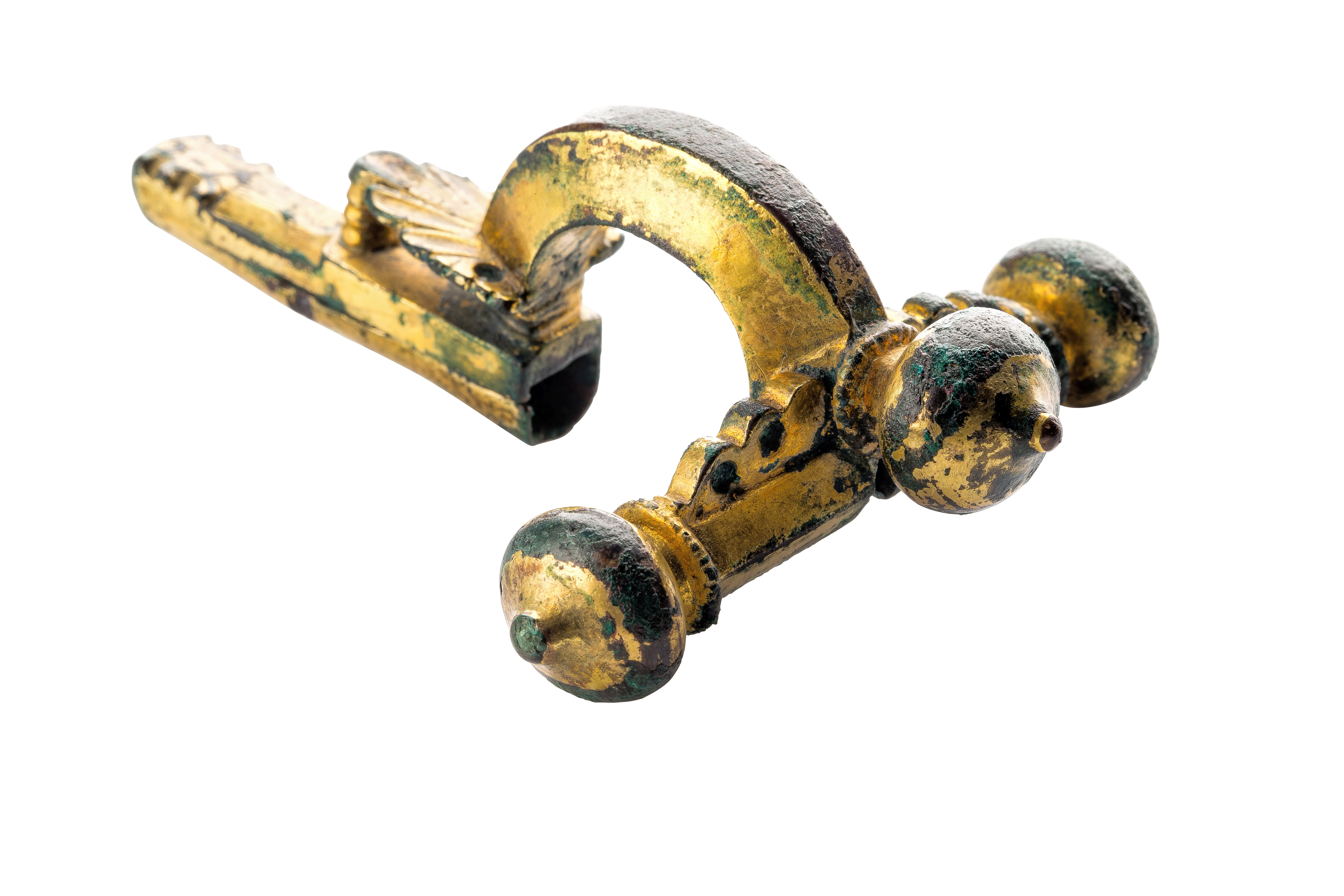
Zwiebelkopffibel, vergoldete Bronze, 335–365, 8,3 cm, gefunden in Tongeren, Gallo-Römisches Museum Tongern

Nach der Form der Fibel unterscheidet man viele unterschiedliche Fibelarten. Die Benennung erfolgt in vielen Fällen nach der Form, so etwa bei:
- Armbrustfibeln
- Brillenfibeln
- Bügelfibeln
- Dragofibeln oder Drachenfibeln (Urnesfibeln)
- Ellbogenfibeln (auch als Ellenbogenfibeln bezeichnet)
- Omegafibeln (provinzial-römisch)
- Quadratfibeln Square-headed brooch
- Quoit-Fibeln (angelsächsisch)
- Scheibenfibeln
- Tierfibeln (zum Beispiel Vogelfibeln).
- Violinbogenfibeln

Auch Details der Konstruktion oder der Verzierung können bei der Namengebung ausschlaggebend sein, vgl. etwa die:
- Augenfibeln
- Distelfibeln
- Knickfibeln
- Ringfibeln
- Schnabelfibeln
- Schüsselfibeln
- Zwiebelknopffibeln

Benennungen nach einzelnen Fundorten oder Fundregionen sind ebenfalls gebräuchlich:
- Duxer Fibeln nach Duchcov, heute Tschechien
- Hunterstonfibel, Schottland
- Langton-Down-Fibeln nach einer Ortschaft in England
- Marzabotto-Fibel nach Marzabotto
- Fibeln von Meldorf nach Meldorf
- Münsinger Fibeln nach dem Gräberfeld Münsingen-Rain
- Nauheimer Fibeln nach Bad Nauheim
- Fibula Praenestina nach Praeneste in Mittelitalien

Benennung nach dem vermutlichen Hersteller eines Fibeltypes:
- Aucissafibeln oder Legionärsfibeln
- Nertomarusfibeln

Manchmal werden die Formen nach den Gliederungen der Bearbeiter benannt, bekannt ist etwa die typologische Einordnung kaiserzeitlicher Fibeln durch den schwedischen Prähistoriker Oscar Almgren.
Die Zeitstellung kann ebenfalls in die Benennung einfließen, so etwa bei einigen latènezeitlichen Formen (zum Beispiel Frühlatène-Schema).

## Bedeutende Fibelsammlungen
Bedeutende Fibelsammlungen finden sich in folgenden Museen:
- Römisch-Germanisches Museum in Köln: römische und frühgermanische Fibeln
- Hellweg-Museum in Geseke: mehr als 250 mittelalterliche Fibeln (6. bis 13. Jahrhundert) aus Westfalen

## Ähnliche Gewandschließen
Schließen des Typs wie Dowris Latchet kommen ausschließlich in Irland vor. 

### Agraffe
Nicht genau definiert ist die Abgrenzung der Fibel von der Agraffe (fr.: Haken), die im Spätmittelalter auftritt und meist rund oder vierpass-, sechspass- oder achtpass-förmig ist. Die Agraffe dient dem Zusammenhalten zweier Kleidungsstücke: Sie ist entweder an dem einen Stoffteil fest angenäht und durch einen Haken in eine am anderen Stoffteil befestigte Öse eingehängt, oder sie ist an beiden Seiten eingehakt und kann vom Kleidungsstück abgenommen werden. Sie dient als Schmuckstück in der geistlichen und weltlichen Kleidung. Der grüne Dresdner Diamant ist Bestandteil einer Agraffe. Auch in der Literatur werden Agraffen erwähnt:

„Sie waren schon wieder die Klippe ganz hinaufgeklettert, da schrie Minta plötzlich, sie habe die Agraffe ihrer Großmutter verloren – die Agraffe ihrer Großmutter, das einzige Schmuckstück, das sie besitze –, eine Trauerweide aus Perlen (sie müßten sich doch erinnern).“